# Jacques-Louis Dufeu
Jacques-Louis Dufeu est un homme politique français né le 29 mars 1761 à Nantes et mort le 22 mai 1832 à Paris.

## Biographie
Négociant à Nantes, il s'engage comme volontaire en 1792, devient capitaine et adjudant-général, et se trouve placé, pendant la guerre de l'Ouest, à la tête de la garde nationale de Nantes.
Il devient député de la Loire-Inférieure au Corps législatif le 17 brumaire an XIII, puis à la Chambre des Cent-Jours le 12 mai 1815.
Il était conseiller de préfecture à Nantes.

## Sources
- « Jacques-Louis Dufeu », dans Adolphe Robert et Gaston Cougny, Dictionnaire des parlementaires français, Edgar Bourloton, 1889-1891 [détail de l’édition]